# 오현란
오현란(1974년 7월 4일 ~ )은 대한민국의 여성 솔로 가수이다. 강원대 중문과 3년의 신분으로 MBC 대학가요제에 참가한 것을 통해 가요계에 입문하기 시작해 1995년부터 1998년까지 페이지(Page)의 1대 보컬로 활동하였고, 1996년 가을에 조윤의 앨범에 성마리라는 예명으로 '잃어버린 천국'을 불렀다. 이후 소속사를 옮겨 2년여의 준비 끝에 1998년 10월 첫 번째 앨범 오현란 Vol.1을 발매하며 정식으로 데뷔하였다. 정규 앨범보다는 드라마 삽입곡이나 다른 가수의 앨범에 참여를 하는 식의 활동을 많이 하고 있다.

## 학력
- 고산초등학교
- 의정부여자중학교
- 의정부여자고등학교
- 강원대학교 중어중문학과

## 음반 목록

### 정규 음반
- 1998년 10월: 《오현란 Vol.1》
- 2002년 1월: 《란, 오현란의 꽃같은 사랑이야기》
- 2008년 3월: 《She`s Story(Special Album)》

### 싱글 음반
- 2006년 9월: `그때처럼 사랑할 수 있을까..`
- 2007년 7월: `한사람을 사랑하다`
- 2009년 12월: I Don`t Get It

### 참여 음반
- 1990년 12월 : "MBC 대학가요제 14회" - '가지말아'
- 1996년 9월 : 조윤 "Mobius Strip" - "잃어버린 천국"
- 2011년 : 49일 OST - "Feneste Che Luciv (불 꺼진 창)"